# Frayssinet
Frayssinet (okzitanisch: Fraissinet) ist eine französische Gemeinde mit 312 Einwohnern (Stand: 1. Januar 2022) im Département Lot in der Region Okzitanien (bis 2015 Midi-Pyrénées). Sie gehört zum Arrondissement Gourdon, zum Kanton Causse et Bouriane und zum Gemeindeverband Causse de Labastide Murat. Die Bewohner heißen Peyrillacois.

## Geografie
Frayssinet liegt in der Kulturlandschaft des Quercy südwestlich des Zentralmassives. Nachbargemeinden sind 
- Saint-Chamarand im Norden und Nordwesten,
- Cœur de Causse mit Vaillac im Osten und Nordosten und Beaumat im Osten,
- Lamothe-Cassel im Süden und Südosten,
- Montamel im Süden und Südwesten,
- Saint-Germain-du-Bel-Air im Westen.

## Bevölkerungsentwicklung
| Jahr                       | 1962 | 1968 | 1975 | 1982 | 1990 | 1999 | 2006 | 2018 |
| Einwohner                  | 312  | 262  | 264  | 241  | 251  | 279  | 271  | 305  |
| Quellen: Cassini und INSEE |      |      |      |      |      |      |      |      |

## Sehenswürdigkeiten

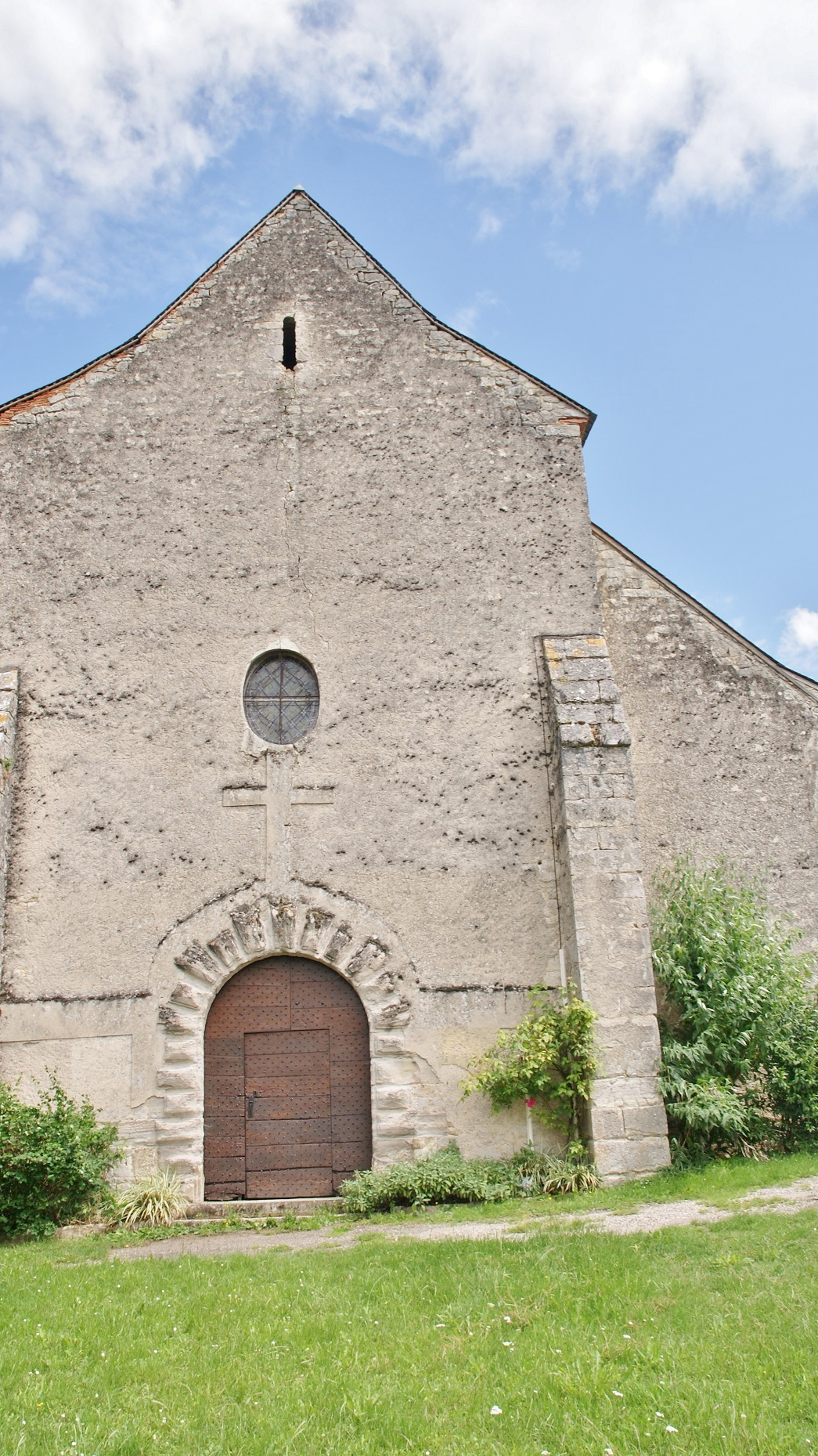
Kirche Saint-Pierre

- Kirche Saint-Pierre aus dem 14. Jahrhundert